# Кто и как изобрёл еврейский народ
«Кто и как изобрёл еврейский народ» — книга историка Шломо Занда (англ. Shlomo Sand, ивр. שלמה זנד‎, род. 1946), изданная на иврите в марте 2008 года издательством «Реслинг» (Тель-Авив) под названием «Когда и как был изобретён еврейский народ?» (ивр. «מתי ואיך הומצא העם היהודי»‎).
По мнению автора, еврейский народ изобрели сионисты с целью оправдать его присутствие на территории нынешнего Израиля, а ныне сионистские идеологи и историки скрывают от общественности «неудобные» факты, по мнению Занда, опровергающие существование еврейского народа. Автор пытается доказать, что бо́льшая часть древних иудеев приняла ислам, растворившись в ближневосточной среде, поэтому их истинными наследниками являются только арабы-палестинцы и только они имеют историческое право на территорию Израиля. По словам Занда, никакого изгнания евреев из земли Израиля не было; расселения евреев по разным странам тоже не было; вместо этого было распространение иудейской религии: современные иудеи являются прозелитами, обращёнными иудаизм из числа невреев, или их потомками; а в XIX веке сионистские идеологи объявили всех прозелитов и их потомков евреями — единым народом, ведущим родословную от древних евреев, что было сделано с целью «завоевывать» Палестину. Занд утверждает, в частности, что в настоящее время евреи рассматривают себя как «раса». По мнению автора, евреев, в отличие от других современных народов, никогда не существовало и сейчас не существует. Книга опирается на маргинальную гипотезу о происхождении ашкеназов от хазар и ряд других маргинальных или ошибочных утверждений.
По мнению учёных, Занд осуществляет подбор фактов под заданную концепцию, а также делает необоснованные выводы. Утверждения, что историческая информация скрывалась от общественности интерпретированы как не соответствующие действительности и конспирологические. Вопреки Занду никто из современных историков не утверждает, что все современные евреи являются потомками евреев живших в Земле Израиля две тысячи лет назад.
До публикации этой книги Занд не проводил исследований на тему истории евреев или иудаизма, а выводы, сделанные в этой книге, не публиковались в каком-либо научном журнале. Автор указывал на политические цели написания своей книги.

## Автор
Шломо Занд — профессор Тель-Авивского университета, преподаёт также в парижской Высшей школе социальных наук (Франция). Специализируется на истории кино, интеллектуальной истории Франции, исследовании национализма. Придерживается ультралевых и антисионистских взглядов.

## Основные тезисы
Книга посвящена, в основном, двум смежным темам: критическому разбору эволюции еврейской историографии, включая современную израильскую, и тому, что автор именует демифологизацией еврейской истории на различных её этапах. Кроме того, автор подробно разбирает становление концепции еврейского народа-расы и его связи со страной Израиля (Эрец-Исраэль, Палестина), а также еврейско-израильские идеологии идентичности.
Занд начинает с утверждения о мифологическом характере изложения еврейской истории в основных еврейских историографических трудах и пытается подробно анализировать имеющуюся, по его мнению, идеологическую подоплёку этого.
Занд полагает, что мифологическая трактовка прошлого естественно порождает «мифологическое настоящее», в частности то, что он считает современным мифом о «вечном, внеисторическом и едином еврейском народе-расе», причём ярче всего она проявляется в описании истории евреев в Средние века. Конкретнее, именно средневековое еврейство было объявлено, по мнению Занда, неделимой уникальной расой, живущей вне исторических законов, одновременно — «расой изгнанников», некогда изгнанной римлянами со своей земли и скитавшейся на протяжении многих столетий, пока, наконец, снова не обрела «древние мистические права». Занд утверждает, что любое несогласие с этой теорией «приравнивается сегодня к религиозной ереси», объявляется антиизраильским и антисемитским.
Занд считает необходимым сделать изучение еврейской истории методологически независимым от националистической исторической мифологии. Он приводит многочисленные документальные свидетельства, указывающие, по его мнению, что «концепция единого биологического еврейского народа, прошедшего невредимым через тысячелетия государственности и диаспоры, — недавнее изобретение». По его мнению, «оригинальная идея подменить иудейский религиозный коллектив, состоящий из разнородных субэтносов, вечной нацией-расой, сохраняющей биологическое единство, не только фактически нова, но и является типичной политической теорией Нового времени». Она была, по мнению Занда, изобретена в XIX веке, когда европейская культура породила современное понятие нации.
Занд утверждает, что «огромную роль в этой фальсификации сыграла еврейская историография, как бы заместившая умирающую иудейскую религию. Еврейские историографы не просто переписали историю, взяв Библию в правую руку, а расовый миф — в левую; они шаг за шагом стирали в коллективной памяти элементы реальности, современной и исторической, бывшие ранее её естественной частью».
Автор высказывает мнение, что идея провозгласить себя «избранным народом» возникла у глав еврейских общин как способ выжить и сохранить иудаизм среди других религий. Согласно Занду провозглашение себя народом, который «Бог избрал для осуществления особой миссии», было продуманным и очень удачным шагом, чтобы убедить евреев оставаться евреями.
Занд описывает основные факты еврейской истории, ставшие, по его словам, общепринятым научным консенсусом последних десятилетий. Редактор русского издания книги суммирует исторические взгляды Занда следующим образом. «Реальная политическая история Древнего Израиля» в хотя бы какой-то централизованной форме начинается только в IX века до н. э., а не в более древнее время, «как до сих пор рассказывается в большинстве исторических книг»; «исход Израиля из Египта — миф, завоевание Ханаана Иисусом Навином — даже не миф, а этиологический вымысел; „великая империя“ Давида и Соломона — неаккуратное позднейшее изобретение». Утверждается, что начиная с II века до н. э. иудеи самым активным образом занимались прозелитизмом по всей околосредиземноморской территории, прибегая и к насильственному обращению в свою религию завоеванных Хасмонеями племен. Отрицается, что римляне не изгоняли евреев из Иудеи после разрушения Иерусалима в 70 году н. э. (иначе кто мог бы восстать против них в середине II века?) и после восстания Бар-Кохбы во II веке («иначе откуда взялся бы еврейский экономический и культурный расцвет III века, века Мишны?»); евреи вообще не изгонялись. Демографический и экономический пики еврейской истории в Палестине были в V—VI веках н. э., то есть в период византийского правления. «Таким образом, „великое изгнание“ евреев из Иудеи выдумано от начала до конца».
По Занду, первыми изобретателями этого «вымышленного» изгнания были не евреи, а христиане. Еврейское рассеяние трактовалось ранними христианскими богословами как наказание за смерть Христа. Позднее оно было адаптировано постталмудической еврейской литературой.
Занд неоднократно подчёркивает, что все его основные исторические «факты» и тезисы не являются недавними открытиями. Напротив, они хорошо известны «сионистским и израильским историографам», но почти неизвестны широкой общественности, потому что им либо уделяли мало внимания, либо «быстро замели под „историографический ковер“ или охотно „забыли“» Его собственными являются лишь синтез и систематическое изложение этих данных. «Мои выводы напрямую породили радикальный нарратив, существенно отличающийся от того, который я изучал в детстве и юности».
В частности, Занд утверждает, что, отрицая реальность насильственного изгнания евреев из Иудеи, он также не делает никакого открытия. «Ведь даже в изданном в 50-х годах прошлого века хрестоматийном трактате „Израиль в изгнании“ (его автор — министр просвещения Израиля Бен-Цион Динур!) история еврейской диаспоры начиналась лишь с VII века, то есть с арабского завоевания Палестины». Динур подробно объяснил, почему классическое представление об изгнании евреев римлянами является антинаучным.
Разбирая историю еврейской диаспоры, Занд излагает тезисы, которые считает «общеизвестными научными данными»:
- некоторая часть испанского еврейства, отчасти принявшего христианство, отчасти изгнанного с Иберийского полуострова в XV—XVI веках, происходила от перешедших в иудаизм североафриканских берберских племен;
- первоначальные ядра восточноевропейских еврейских общин образовались в результате иудейской эмиграции с юга и с востока, а не из Западной Европы;
- йеменская еврейская община возникла на руинах южноаравийского иудейского государства Химьяр, созданного арабскими прозелитами и погибшего ещё в домусульманские времена. Он напоминает, что многие основоположники политического сионизма долго колебались, следует ли поощрять иммиграцию этих «нечистокровных» евреев в Палестину.

Занд пересказывает теорию наличия иудейских корней у большинства современных палестинских арабов и напоминает, что её отстаивали, в числе других, создатель еврейского государства Давид Бен-Гурион и его будущий президент Ицхак Бен-Цви, написавшие на эту тему совместный классический труд. Занд объясняет, когда и по каким причинам эта теория была оставлена как израильской историографией, так и израильской системой преподавания истории.
В заключительной части книги предпринята попытка анализа современных израильских политических идеологий и эволюции еврейско-израильской идентичности. Занд сводит свои выводы к политическому призыву: превратить Израиль из чрезвычайно «специфической этнократии» в демократию одного из существующих западных типов, в рамках которой государство принадлежит всем своим гражданам и только им и базируется на принципах полного гражданского равенства.

## Оценки
Газета «The New York Times» в своей рецензии на книгу Занда пишет, что большинство экспертов сходятся на том, что многие популярные представления о еврейской истории просто не выдерживают критики. Среди таких поверий — рассказ о внезапном изгнании евреев из Палестины в 70 году н. э. Современные евреи, по мнению экспертов, в той же мере являются потомками древних евреев, как и прозелитов первого тысячелетия и периода средневековья. Так же серьёзно изучается теория о происхождении палестинцев от древних евреев, хотя чёткого ответа на этот вопрос ещё нет. Однако, пишет газета, хотя такие идеи абсолютно обычны среди историков, будучи опубликованными для широкой публики они вызывают противоречия и ожесточённую полемику. По мнению газеты, книга Занда содержит как серьёзную научную работу, так и сомнительные теории, а изложение построено в виде неожиданных открытий для читателя замалчиваемых исторических фактов.
Французский историк Морис Сартр, хотя и выразил несогласие с некоторыми выводами Занда, согласился с его утверждением, что «неоспоримым фактом является то, что не было изгнания евреев ни после восстания 66-70 гг., ни после восстания 132—135 гг.».

### Положительные
Израильский журналист и интеллектуал из группы «новых историков» Том Сегев назвал книгу Занда одной из самых интересных и провокационных книг, выпущенных здесь за длительное время отметив, что её историческая часть написана очень хорошо и содержит многочисленные факты и открытия, которые поразят многих израильтян, читающих о них впервые
.
Британский историк-марксист, член Коммунистической партии, Эрик Хобсбаум, не только высоко отозвался о книге Занда, но и выбрал её (вместе с ещё одной книгой) в качестве «книги 2009 года» для британского Observer’s Book.
Книга Занда была избрана в качестве одной из «книг года» и газетой Independent.

### Критические
Многие учёные-историки подвергли книгу резкой критике. Например, профессор Исраэль Барталь из Иерусалимского университета назвал большинство утверждений Занда «безосновательными, маргинальными и банальными» и в разгромной рецензии для французского журнала Cités назвал эту книгу «Изобретением изобретения» (фр. l'invention d'une invention). Историк Тель-Авивского университета профессор Анита Шапира объявила аргументы Занда «противоречивыми и эзотерическими». Историк Еврейского университета в Иерусалиме Семён Гольд оценивает критику Зандом академической науки как классический постмодернизм, а историк Ариэльского университета Голда Ахиезер утверждает, что Занд в своей книге занимается откровенной подтасовкой фактов, смешивая вымысел с реальностью в политических целях, оскорбляя таким образом профессию историка. В частности, он приписывает к сионистам немецких историков Исаака Йоста и Генриха Гретца, хотя они никакого отношения к сионизму не имели.
Американский еврейский писатель Гиллель Галкин заявил, что на примере произведения Занда убедился в том, что «никакая книга не может быть глупа настолько, чтобы не найти сторонников». Физик и журналист Мирон Амусья призвал остановить «зандирование».
Критики утверждают, что Занд подбирает факты, подтверждающие его тезисы и отбрасывает факты, которые эти тезисы опровергают. Кроме того, даже из истинных фактов он делает ничем не обоснованные выводы.
Исторический тезис о том, что евреи — это группа прозелитов, был подвергнут критике профессором Анитой Шапира. В частности, Занд утверждал, что ашкеназы — это принявшие иудаизм хазары, а сефарды — принявшие иудаизм берберы. Шапира указывает, что выходцы из хазар составляют не более 20 % ашкеназов, а берберы были очень малочисленной группой.
В частности, современные результаты генетических исследований, опубликованные в 2010 году, утверждают, что:
- еврейское население всюду образует группы, генетически близкие к европейским и ближневосточным группам;
- еврейские общины по всему миру обнаруживают общее происхождение;
- специфические районы генома евреев разных стран общие для всего еврейского населения;
- возможно установить шкалу во времени пространственного расхождения разных групп евреев;
- расхождение между европейскими и ближневосточными евреями имело место 100—150 поколений ранее, то есть примерно 2500 лет назад, и относится к временам Вавилонского изгнания;
- «хазарская гипотеза» закрывается окончательно, поскольку полный вклад хазар в восточноевропейское еврейство составляет менее 12,5 %;
- имеется возможность получить информацию об «основателях» евреев как группы — мужского и женского пола, число которых крайне мало;
- имеющиеся данные указывают на важность эффекта «основателей»; генетические исследования отрицают прозелитизм как сколько-нибудь существенный фактор в формировании еврейского народа.

Утверждение, что историческая информация скрывалась от общественности, было раскритиковано профессором Барталем как теория заговора, поскольку любые книги по истории находились и находятся в свободном доступе в любой библиотеке. Утверждения Занда, что израильская историография отказывалась изучать историю хазар, Барталь опровергает ссылками на целый ряд научных и энциклопедических изданий, часть из которых цитировал сам Занд. Также Барталь, отмечая, что Занд педалирует тезис о несправедливости в отношении национальных меньшинств в Израиле, пишет что смешение политической позиции с историческим исследованием выглядит странно и бессмысленно. Барталь назвал книгу политическим произведением, не содержащим никаких новых исторических фактов. Сам Занд в интервью также называет политические цели написания книги. Барталь привёл факты, опровергающие заявление Занда о том, что сионистские историки якобы замалчивали от широкой публики неудобные для сионистов эпизоды еврейской истории, такие как обращение в иудаизм верхушки хазарского государства. Барталь указывает на ряд фактических ошибок в книге Занда, включая такие, которые совершенно недопустимы для профессионального историка. В частности, он пишет, что Занд рассматривает в качестве аутентичного исторического документа сатирический памфлет ивр. "ספר בוחן צדיק"‎. «Печальное сочетание агрессивно-одномерных взглядов и бесстыжего неуважения к деталям … будет несомненно пленять сердца представителей СМИ. А мы, учёные-скептики, заваленные грудой книг и архивов, будем продолжать читать то, что действительно было написано, и писать о том, что действительно было прочитано», — заявил Барталь.
Британский историк Саймон Шама в рецензии на книгу Занда отмечает, что эта книга представляет собой сочетание прописных истин и необоснованных утверждений. С одной стороны, вряд ли можно найти современного историка, который был бы убеждён, что все современные евреи — потомки иудеев, живших в Палестине 2000 лет тому назад. Здесь Занд ломится в открытую дверь. A с другой стороны, гипотеза о хазарском происхождении ашкеназов, хотя и существует, — не имеет никаких серьёзных подтверждений и не может считаться обоснованной. Другой британский историк, специалист по Древнему
Риму и римскому периоду еврейской истории Мартин Гудман пишет, что евреи конечно не мгновенно исчезли из Иерусалима в 70 году н. э., но после поражения восстания Бар-Кохбы в 135 году н. э. евреям действительно было запрещено находиться на территории Иерусалима и утверждение Занда, что это якобы продукт христианской теологической предвзятости, ничем не обосновано.
Российский историк Олег Будницкий назвал книгу Занда «спекулятивной» и рассчитанной на сенсацию. Будницкий расценил Занда как «еврейского аналога Гумилёва», который пренебрегает источниками и предпочитает строить собственные умозрительные конструкции. В аналогичном ключе упоминает книгу Занда как «растиражированное неразборчивыми издателями сочинение», которое «ни с какими источниками не считается», доктор исторических наук Владимир Петрухин.
Доцент кафедры социологии семьи и демографии социологического факультета МГУ Александр Синельников пишет, что «Занд нередко противоречит сам себе, замалчивает известные исторические факты, проявляет демографическую некомпетентность». В частности, претензию Занда к тому, что все древние книги по еврейской истории написаны евреями и не подтверждены другими авторами и археологическими находками, Синельников полагает антисемитской, поскольку никто не подвергает сомнению аналогичные ситуации с греками, римлянами и другими древними народами. Синельников указывает, что расселение евреев в Европе шло с Запада на Восток (из Германии в Польшу, затем в Белоруссию и на Украину), а не с Востока на Запад, как было бы, будь ашкеназы потомками хазар. Один из важных тезисов Синельникова заключается в том, что в языке идиш Занд смог найти лишь одно слово тюркоязычного происхождения. При этом Занд игнорирует тот факт, что идиш возник как смесь средненемецких диалектов с ивритом и арамейским с последующим добавлением славянизмов. В то же время в русском языке тюркских заимствований на порядок больше из-за того, что славянские и тюркские народы веками жили рядом. Таким образом, отмечает Синельников, хазары и другие тюркские народы не могли играть существенной роли в этногенезе ашкеназов. Также Синельников подвергает критике демографический тезис Занда о невозможности быстрых темпов естественного прироста еврейского населения и показывает на примерах такой прирост. Теория Занда «не подтверждается ни историческими, ни демографическими, ни лингвистическими данными», заключает Синельников.
Гудман также критикует демографические рассуждения Занда. Он пишет, что используемая Зандом цифра 4 млн евреев в Римской империи в первом веке н. э. — результат серии произвольных догадок, опирающихся на давно признанную в исторической науке как ошибка исходную цифру автора XIII века. При этом, как считает Гудман, Занд демонстрирует своё незнание методов контроля численности населения, включая воздействие на детей, в языческой Римской империи и принципиального отличия еврейских обычаев в этом вопросе. Гудман пишет, что какое-то количество обращений в иудаизм несомненно было, но массовый прозелитизм масштаба христианского в этот период совершенно неправдоподобен. Также Гудман отмечает, что римляне (как язычники, так и христиане) во многих исторических документах, включая Кодекс Феодосия V века, систематически называли евреев «народом» (лат. natio), в отличие от христиан, которые рассматривались исключительно как религиозная группа.
Преподаватель иудаизма для русскоязычных студентов Университета Бар-Илан, религиозный публицист и социолог Пинхас Полонский утверждает что до публикации этой книги Занд никогда не проводил исследований на исторические темы, не относящиеся к кино или социологии марксизма, а выводы, сделанные в этой книге, не публиковались ни в одном научном журнале. Полонский делает вывод, что цель Занда состоит в уничтожении государства Израиль. Он также утверждает, что в книге имеется целый ряд археологических подтасовок, и разбирает их примеры.
Гудман задается вопросом зачем Занд взялся писать на тему, в которой он так плохо разбирается? По мнению Гудмана, ответ очевиден: «его цель, которую он не пытается скрыть, состоит в том, чтобы подорвать притязания израильских евреев, приехавших из диаспор, на возвращение на землю, откуда произошел их народ». Но, в отличие от «новых историков», которые опубликовали новые факты о событиях 1948 года и поэтому столкнулись с оппозицией их публикациям, Занд ничего нового и интересного для исторической науки не сказал.

### Премии
В 2009 году Шломо Занду за его книгу была присуждена французская премия Prix Aujourd'hui — престижная журналистская награда за выдающееся политическое или историческое сочинение. Ранее этой премии удостоились философ Раймон Арон, литературный критик Джордж Стайнер, писатель Милан Кундера и историк Франсуа Фюре.
В апреле 2010 книга номинирована на британскую еврейскую премию «Вингейт» (JQ-Wingate Literary Prize Shortlist).

## Переводы и переиздания
Летом 2008 года в Париже вышел авторизованный перевод книги на французский язык (Comment le peuple juif fut inventé — De la Bible au sionisme, Paris, Fayard, 2008). Английское издание книги вышло почти одновременно в Великобритании и в США в октябре 2009 года под названием The Invention of the Jewish People (издательство Verso Books). Русский перевод книги вышел в Москве (под названием «Кто и как изобрёл еврейский народ») в издательстве «Эксмо» в марте 2010 года. Книга была переведена на русский язык израильским социологом Михаилом Урицким. Объёмная редакция русского издания была произведена, по согласованию с автором, израильским публицистом Александром Этерманом. Перевод книги на японский язык вышел в свет в апреле 2010 года.
В апреле 2010 года в Берлине (в издательстве Propyläen Verlag) вышел немецкий перевод книги. В мае 2010 года предполагается выход итальянского издания. На конец апреля 2010 года согласно договорам с издательствами, завершается работа над переводом книги на испанский, словенский, хорватский, арабский, турецкий, португальский, индонезийский и венгерский языки.
В марте 2010 года во Франции вышло новое издание книги (на этот раз, в карманном формате и в мягком переплёте). В июне 2010 года должно выйти аналогичное английское издание. Предполагается, что оно включит новое послесловие автора, являющееся кратким ответом критикам книги.
В Израиле книга в течение 19 недель входила в список национальных бестселлеров. Во Франции, где книга Занда стала самой продаваемой в категории «История» за 2009 год, были выпущены три последовательных тиража (в твёрдом переплёте). В США и в Великобритании книга с самого момента выхода в свет по апрель 2010 года входит в многочисленные списки бестселлеров, в том числе, публикуемые сайтом компании Amazon (www.amazon.com).
В 2012 году на иврите вышла новая книга Занда, дополняющая первую. На русском языке она была издана в том же году под названием «Кто и как изобрёл страну Израиля».